# Большой Ужин
Большой Ужин — деревня в Старорусском районе Новгородской области в составе Наговского сельского поселения.

## География
Находится в южной части Новгородской области на расстоянии приблизительно 15 км на север-северо-запад по прямой от железнодорожного вокзала города Старая Русса.

## История
Появилась в конце1920-х годов в связи с переселением большей части жителей Ужинского погоста (ныне деревня Ужин) после наводнения 1922 года. На карте 1927 года этот населенный пункт еще не обозначен. Появился только на карте 1942 года. В деревне построена Ильинская часовня.

## Население
Численность населения: 100 человек (русские 98 %) в 2002 году, 79 в 2010.

## Транспорт
Остановка общественного транспорта «Большой Ужин» обслуживается автобусным маршрутом №107 Старая Русса — Большой Ужин.